# Ma'ale Adumim
Ma'ale Adumim (en hebreu: מעלה אדומים) és un assentament i una ciutat israeliana de l'Àrea de Judea i Samaria. Està situat a l'est de Jerusalem, al caient del desert de la Judea, a 4,5 km a l'est de la Línia verda. Es troba dins dels límits del Consell Regional de Gush Etzion, però té el seu propi alcalde i és una municipalitat independent del Consell Regional des que va obtenir el estatus de ciutat, en l'any 1991. Iniciada la seva colonització en 1975 com un assentament de treballadors, la seva població en l'any 2011 s'elevava a 36.089 habitants.